# Austrolebias toba
Austrolebias toba es un pez de la familia de los rivulinos en el orden de los ciprinodontiformes.

## Distribución geográfica
Se encuentran en la cuenca del río Bermejo en el Chaco (Argentina).  (enlace roto disponible en Internet Archive; véase el historial, la primera versión y la última).